# Saison 1988-1989 de la LNH
Saison précédente Saison suivante
La saison 1988-1989 est la 72e saison régulière de la Ligue nationale de hockey. Vingt-et-une équipes ont joué chacune 80 matchs.

## Saison régulière

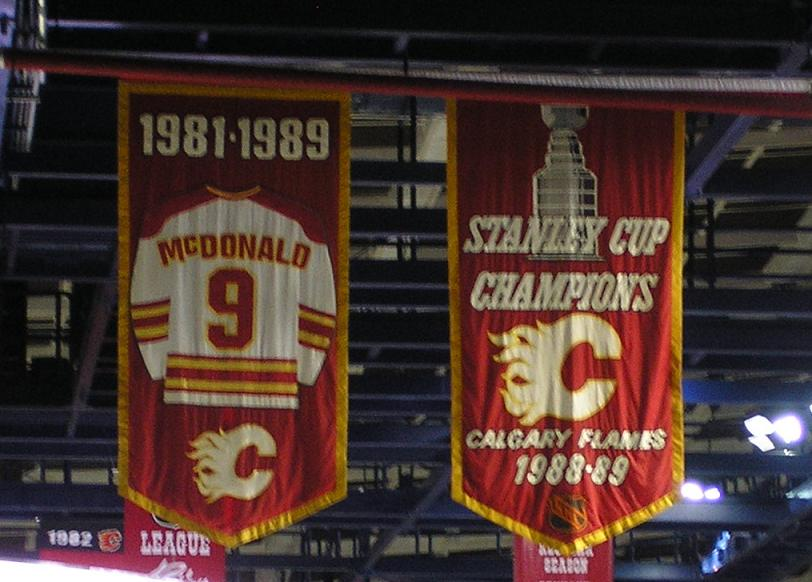
Bannière accrochée dans le Pengrowth Saddledome et commémorant la Coupe Stanley des Flames.

Les Flames de Calgary remportent leur second Trophée des présidents consécutif en finissant premier de la ligue. Mario Lemieux des Penguins de Pittsburgh gagne pour la deuxième fois le trophée Art-Ross en atteignant presque la barre des 200 points : il obtient 199 points. Malgré cela, Wayne Gretzky remporte un nouveau titre de  meilleur joueur de la saison (trophée Hart).

### Classements finaux

#### Association Prince de Galles
| Clt   | Équipe                | PJ | V  | D  | N  | BP  | BC  | Pts |
| ----- | --------------------- | -- | -- | -- | -- | --- | --- | --- |
| +001, | Canadiens de Montréal | 80 | 53 | 18 | 9  | 315 | 218 | 115 |
| +002, | Bruins de Boston      | 80 | 37 | 29 | 14 | 289 | 256 | 88  |
| +003, | Sabres de Buffalo     | 80 | 38 | 35 | 7  | 291 | 299 | 83  |
| +004, | Whalers de Hartford   | 80 | 37 | 38 | 5  | 299 | 290 | 79  |
| +005, | Nordiques de Québec   | 80 | 27 | 46 | 7  | 269 | 342 | 61  |

| Clt   | Équipe                 | PJ | V  | D  | N  | BP  | BC  | Pts |
| ----- | ---------------------- | -- | -- | -- | -- | --- | --- | --- |
| +001, | Capitals de Washington | 80 | 41 | 29 | 10 | 305 | 259 | 92  |
| +002, | Penguins de Pittsburgh | 80 | 40 | 33 | 7  | 347 | 349 | 87  |
| +003, | Rangers de New York    | 80 | 37 | 35 | 8  | 310 | 307 | 82  |
| +004, | Flyers de Philadelphie | 80 | 36 | 36 | 8  | 307 | 285 | 80  |
| +005, | Devils du New Jersey   | 80 | 27 | 41 | 12 | 281 | 325 | 66  |
| +006, | Islanders de New York  | 80 | 28 | 47 | 5  | 265 | 325 | 61  |

#### Association Clarence Campbell
| Clt   | Équipe                   | PJ | V  | D  | N  | BP  | BC  | Pts |
| ----- | ------------------------ | -- | -- | -- | -- | --- | --- | --- |
| +001, | Red Wings de Détroit     | 80 | 34 | 34 | 12 | 313 | 316 | 80  |
| +002, | Blues de Saint-Louis     | 80 | 33 | 35 | 12 | 275 | 285 | 78  |
| +003, | North Stars du Minnesota | 80 | 27 | 37 | 16 | 258 | 278 | 70  |
| +004, | Blackhawks de Chicago    | 80 | 27 | 41 | 12 | 297 | 335 | 66  |
| +005, | Maple Leafs de Toronto   | 80 | 28 | 46 | 6  | 259 | 342 | 62  |

| Clt   | Équipe               | PJ | V  | D  | N  | BP  | BC  | Pts |
| ----- | -------------------- | -- | -- | -- | -- | --- | --- | --- |
| +001, | Flames de Calgary    | 80 | 54 | 17 | 9  | 354 | 226 | 117 |
| +002, | Kings de Los Angeles | 80 | 42 | 31 | 7  | 376 | 335 | 91  |
| +003, | Oilers d'Edmonton    | 80 | 38 | 34 | 8  | 325 | 306 | 84  |
| +004, | Canucks de Vancouver | 80 | 33 | 39 | 8  | 251 | 253 | 74  |
| +005, | Jets de Winnipeg     | 80 | 26 | 42 | 12 | 300 | 355 | 64  |

- Champion de la saison régulière
- Qualifié pour les séries éliminatoires

### Meilleurs pointeurs
| Joueur          | Équipe      | PJ | B  | A   | Pts |
| --------------- | ----------- | -- | -- | --- | --- |
| Mario Lemieux   | Pittsburgh  | 76 | 85 | 114 | 199 |
| Wayne Gretzky   | Los Angeles | 78 | 54 | 114 | 168 |
| Steve Yzerman   | Détroit     | 80 | 65 | 90  | 155 |
| Bernie Nicholls | Los Angeles | 79 | 70 | 80  | 150 |
| Rob Brown       | Pittsburgh  | 68 | 49 | 66  | 115 |
| Paul Coffey     | Pittsburgh  | 75 | 30 | 83  | 113 |
| Joe Mullen      | Calgary     | 79 | 51 | 59  | 110 |
| Jari Kurri      | Edmonton    | 76 | 44 | 58  | 102 |
| Jimmy Carson    | Edmonton    | 80 | 49 | 51  | 100 |
| Luc Robitaille  | Los Angeles | 78 | 46 | 52  | 98  |

## Séries éliminatoires de la Coupe Stanley

### Tableau récapitulatif
|  | Demi-finales de Division     | Demi-finales de Division | Demi-finales de Division |   |                        | Finales de Division    | Finales de Division | Finales de Division |  |    | Finales d'Association | Finales d'Association | Finales d'Association |  |    | Finale de la Coupe Stanley | Finale de la Coupe Stanley | Finale de la Coupe Stanley |
|  |                              |                          |                          |   |                        |                        |                     |                     |  |    |                       |                       |                       |  |    |                            |                            |                            |
|  | A1                           | Canadiens de Montréal    | 4                        |   |                        |                        |                     |                     |  |    |                       |                       |                       |  |    |                            |                            |                            |
|  | A4                           | Whalers de Hartford      | 0                        |   |                        |                        |                     |                     |  |    |                       |                       |                       |  |    |                            |                            |                            |
|  | A4                           | Whalers de Hartford      | 0                        |   | A1                     | Canadiens de Montréal  | 4                   |                     |  |    |                       |                       |                       |  |    |                            |                            |                            |
|  |                              |                          |                          |   | A1                     | Canadiens de Montréal  | 4                   |                     |  |    |                       |                       |                       |  |    |                            |                            |                            |
|  |                              | A2                       | Bruins de Boston         | 1 |                        |                        |                     |                     |  |    |                       |                       |                       |  |    |                            |                            |                            |
|  | A2                           | A2                       | Bruins de Boston         | 1 | Bruins de Boston       | 4                      |                     |                     |  |    |                       |                       |                       |  |    |                            |                            |                            |
|  | A2                           |                          |                          |   | Bruins de Boston       | 4                      |                     |                     |  |    |                       |                       |                       |  |    |                            |                            |                            |
|  | A3                           | Sabres de Buffalo        | 1                        |   |                        |                        |                     |                     |  |    |                       |                       |                       |  |    |                            |                            |                            |
|  | A3                           | Sabres de Buffalo        | 1                        |   |                        |                        |                     |                     |  | A1 | Canadiens de Montréal | 4                     |                       |  |    |                            |                            |                            |
|  | Association Prince de Galles |                          |                          |   |                        |                        |                     |                     |  | A1 | Canadiens de Montréal | 4                     |                       |  |    |                            |                            |                            |
|  |                              | P4                       | Flyers de Philadelphie   | 2 |                        |                        |                     |                     |  |    |                       |                       |                       |  |    |                            |                            |                            |
|  | P1                           | P4                       | Flyers de Philadelphie   | 2 | Capitals de Washington | 2                      |                     |                     |  |    |                       |                       |                       |  |    |                            |                            |                            |
|  | P1                           |                          |                          |   | Capitals de Washington | 2                      |                     |                     |  |    |                       |                       |                       |  |    |                            |                            |                            |
|  | P4                           | Flyers de Philadelphie   | 4                        |   |                        |                        |                     |                     |  |    |                       |                       |                       |  |    |                            |                            |                            |
|  | P4                           | Flyers de Philadelphie   | 4                        |   | P4                     | Flyers de Philadelphie | 4                   |                     |  |    |                       |                       |                       |  |    |                            |                            |                            |
|  |                              |                          |                          |   | P4                     | Flyers de Philadelphie | 4                   |                     |  |    |                       |                       |                       |  |    |                            |                            |                            |
|  |                              | P2                       | Penguins de Pittsburgh   | 3 |                        |                        |                     |                     |  |    |                       |                       |                       |  |    |                            |                            |                            |
|  | P2                           | P2                       | Penguins de Pittsburgh   | 3 | Penguins de Pittsburgh | 4                      |                     |                     |  |    |                       |                       |                       |  |    |                            |                            |                            |
|  | P2                           |                          |                          |   | Penguins de Pittsburgh | 4                      |                     |                     |  |    |                       |                       |                       |  |    |                            |                            |                            |
|  | P3                           | Rangers de New York      | 0                        |   |                        |                        |                     |                     |  |    |                       |                       |                       |  |    |                            |                            |                            |
|  | P3                           | Rangers de New York      | 0                        |   |                        |                        |                     |                     |  |    |                       |                       |                       |  | A1 | Canadiens de Montréal      | 2                          |                            |
|  |                              |                          |                          |   |                        |                        |                     |                     |  |    |                       |                       |                       |  | A1 | Canadiens de Montréal      | 2                          |                            |
|  |                              | S1                       | Flames de Calgary        | 4 |                        |                        |                     |                     |  |    |                       |                       |                       |  |    |                            |                            |                            |
|  | N1                           | S1                       | Flames de Calgary        | 4 | Red Wings de Détroit   | 2                      |                     |                     |  |    |                       |                       |                       |  |    |                            |                            |                            |
|  | N1                           |                          |                          |   | Red Wings de Détroit   | 2                      |                     |                     |  |    |                       |                       |                       |  |    |                            |                            |                            |
|  | N4                           | Blackhawks de Chicago    | 4                        |   |                        |                        |                     |                     |  |    |                       |                       |                       |  |    |                            |                            |                            |
|  | N4                           | Blackhawks de Chicago    | 4                        |   | N4                     | Blackhawks de Chicago  | 4                   |                     |  |    |                       |                       |                       |  |    |                            |                            |                            |
|  |                              |                          |                          |   | N4                     | Blackhawks de Chicago  | 4                   |                     |  |    |                       |                       |                       |  |    |                            |                            |                            |
|  |                              | N2                       | Blues de Saint-Louis     | 1 |                        |                        |                     |                     |  |    |                       |                       |                       |  |    |                            |                            |                            |
|  | N2                           | N2                       | Blues de Saint-Louis     | 1 | Blues de Saint-Louis   | 4                      |                     |                     |  |    |                       |                       |                       |  |    |                            |                            |                            |
|  | N2                           |                          |                          |   | Blues de Saint-Louis   | 4                      |                     |                     |  |    |                       |                       |                       |  |    |                            |                            |                            |
|  | N3                           | North Stars du Minnesota | 1                        |   |                        |                        |                     |                     |  |    |                       |                       |                       |  |    |                            |                            |                            |
|  | N3                           | North Stars du Minnesota | 1                        |   |                        |                        |                     |                     |  | N4 | Blackhawks de Chicago | 1                     |                       |  |    |                            |                            |                            |
|  | Association Campbell         |                          |                          |   |                        |                        |                     |                     |  | N4 | Blackhawks de Chicago | 1                     |                       |  |    |                            |                            |                            |
|  |                              | S1                       | Flames de Calgary        | 4 |                        |                        |                     |                     |  |    |                       |                       |                       |  |    |                            |                            |                            |
|  | S1                           | S1                       | Flames de Calgary        | 4 | Flames de Calgary      | 4                      |                     |                     |  |    |                       |                       |                       |  |    |                            |                            |                            |
|  | S1                           |                          |                          |   | Flames de Calgary      | 4                      |                     |                     |  |    |                       |                       |                       |  |    |                            |                            |                            |
|  | S4                           | Canucks de Vancouver     | 3                        |   |                        |                        |                     |                     |  |    |                       |                       |                       |  |    |                            |                            |                            |
|  | S4                           | Canucks de Vancouver     | 3                        |   | S1                     | Flames de Calgary      | 4                   |                     |  |    |                       |                       |                       |  |    |                            |                            |                            |
|  |                              |                          |                          |   | S1                     | Flames de Calgary      | 4                   |                     |  |    |                       |                       |                       |  |    |                            |                            |                            |
|  |                              | S2                       | Kings de Los Angeles     | 0 |                        |                        |                     |                     |  |    |                       |                       |                       |  |    |                            |                            |                            |
|  | S2                           | S2                       | Kings de Los Angeles     | 0 | Kings de Los Angeles   | 4                      |                     |                     |  |    |                       |                       |                       |  |    |                            |                            |                            |
|  | S2                           |                          |                          |   | Kings de Los Angeles   | 4                      |                     |                     |  |    |                       |                       |                       |  |    |                            |                            |                            |
|  | S3                           | Oilers d'Edmonton        | 3                        |   |                        |                        |                     |                     |  |    |                       |                       |                       |  |    |                            |                            |                            |

### Finale de la Coupe Stanley
| 14 mai | Flames de Calgary | 3-2 | Canadiens de Montréal |  |

| 17 mai | Flames de Calgary | 2-4 | Canadiens de Montréal |  |

| 19 mai | Canadiens de Montréal | 4-3 (2 pr) | Flames de Calgary |  |

| 21 mai | Canadiens de Montréal | 2-4 | Flames de Calgary |  |

| 23 mai | Flames de Calgary | 3-2 | Canadiens de Montréal |  |

| 25 mai | Canadiens de Montréal | 2-4 | Flames de Calgary |  |

Les Flames de Calgary gagnent la finale de la Coupe Stanley contre les Canadiens de Montréal sur le score de 4 matchs à 2. C'est la dernière finale 100 % canadienne de l'histoire de la ligue. Al MacInnis des Flames de Calgary finit meilleur pointeur des séries avec 7 buts et 24 passes décisives pour 31 minutes de pénalités en 22 matchs.

## Récompenses

### Trophées
| Trophée                      | Vainqueur                                       | Équipe                                          |
| ---------------------------- | ----------------------------------------------- | ----------------------------------------------- |
| Trophée Calder               | Brian Leetch                                    | Rangers de New York                             |
| Trophée Lester-B.-Pearson    | Steve Yzerman                                   | Red Wings de Détroit                            |
| Trophée Art-Ross             | Mario Lemieux                                   | Penguins de Pittsburgh                          |
| Trophée Hart                 | Wayne Gretzky                                   | Kings de Los Angeles                            |
| Trophée Conn-Smythe          | Al MacInnis                                     | Flames de Calgary                               |
| Trophée Bill-Masterton       | Tim Kerr                                        | Flyers de Philadelphie                          |
| Trophée Frank-J.-Selke       | Guy Carbonneau                                  | Canadiens de Montréal                           |
| Trophée Jack-Adams           | Pat Burns                                       | Canadiens de Montréal                           |
| Trophée James-Norris         | Chris Chelios                                   | Canadiens de Montréal                           |
| Trophée King-Clancy          | Bryan Trottier                                  | Islanders de New York                           |
| Trophée Lady Byng            | Joe Mullen                                      | Flames de Calgary                               |
| Trophée Lester-Patrick       | Dan Kelly, Lou Nanne, Lynn Patrick et Bud Poile | Dan Kelly, Lou Nanne, Lynn Patrick et Bud Poile |
| Trophée Vézina               | Patrick Roy                                     | Canadiens de Montréal                           |
| Trophée William-M.-Jennings  | Patrick Roy Brian Hayward                       | Canadiens de Montréal                           |
| Trophée plus-moins de la LNH | Joe Mullen                                      | Flames de Calgary                               |

| Trophée                      | Équipe                |
| ---------------------------- | --------------------- |
| Trophée Clarence-S.-Campbell | Flames de Calgary     |
| Trophée Prince de Galles     | Canadiens de Montréal |
| Trophée des présidents       | Flames de Calgary     |
| Coupe Stanley                | Flames de Calgary     |

### Équipes d'étoiles

#### Première et deuxième équipe
| Position       | Première équipe | Première équipe        | Deuxième équipe | Deuxième équipe      |
| Position       | Joueur          | Équipe                 | Joueur          | Équipe               |
| -------------- | --------------- | ---------------------- | --------------- | -------------------- |
| Gardien de but | Patrick Roy     | Canadiens de Montréal  | Mike Vernon     | Flames de Calgary    |
| Défenseur      | Chris Chelios   | Canadiens de Montréal  | Raymond Bourque | Bruins de Boston     |
| Défenseur      | Paul Coffey     | Penguins de Pittsburgh | Al MacInnis     | Flames de Calgary    |
| Ailier gauche  | Luc Robitaille  | Kings de Los Angeles   | Gerard Gallant  | Red Wings de Détroit |
| Centre         | Mario Lemieux   | Penguins de Pittsburgh | Wayne Gretzky   | Kings de Los Angeles |
| Ailier droit   | Joe Mullen      | Flames de Calgary      | Jari Kurri      | Oilers d'Edmonton    |

#### Équipe des recrues
| Position       | Joueur             | Équipe                 |
| -------------- | ------------------ | ---------------------- |
| Gardien de but | Peter Sidorkiewicz | Whalers de Hartford    |
| Défenseur      | Brian Leetch       | Rangers de New York    |
| Défenseur      | Zarley Zalapski    | Penguins de Pittsburgh |
| Attaquant      | Tony Granato       | Rangers de New York    |
| Attaquant      | Trevor Linden      | Canucks de Vancouver   |
| Attaquant      | David Volek        | Islanders de New York  |